# Möslestadion (Götzis)
Möslestadion – wielofunkcyjny stadion w Götzis, w Austrii. Budowa areny rozpoczęła się w grudniu 1969 roku, a jej użytkowanie możliwe było od wiosny 1972 roku. Obiekt może pomieścić 12 000 widzów, z czego 900 miejsc (w tym 730 siedzących) znajduje się na zadaszonej trybunie głównej. Swoje spotkania na stadionie rozgrywają piłkarze klubu FC Götzis, którzy przed wybudowaniem tego obiektu występowali na Sportplatz Im Moos. Od 1975 roku na Möslestadion rozgrywany jest również Hypo-Meeting, lekkoatletyczny mityng w konkurencjach wielobojowych.